# Dragoș Iliescu

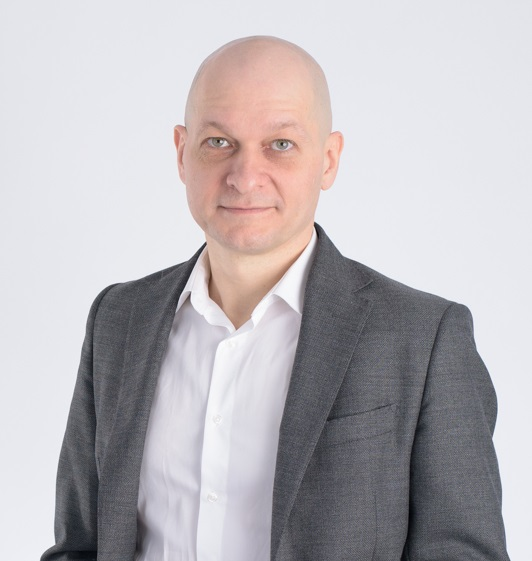
Profesor Dragoș Iliescu

Dragoș Iliescu (n. 5 noiembrie 1974, Brașov, România) este un psiholog și profesor universitar român. Este profesor de psihologie la Universitatea din București (România) și la Universitatea Stellenbosch (Africa de Sud). Din 2017 este directorul școlii doctorale de psihologie și științe ale educației din cadrul Universității din București.

## Educație
Dragoș Iliescu s-a născut la Brașov, unde a urmat cursurile German Honterus-Kolleg până în clasa a VIII-a, iar apoi a absolvit Colegiul Național de Informatică Grigore Moisil. În 1997 a absolvit Academia Națională de Informații din București cu o diplomă de licență în socio-psihologie.  În 2003 a obținut un doctorat. licențiat în psihologie de la Universitatea Babeș-Bolyai cu teza „Aspecte psihosociale ale schimbării organizaționale”  sub conducerea profesorului Horia Pitariu. S-a specializat în două domenii: (a) psihometrie, evaluare psihologică și educațională, teste și testare și (b) psihologia muncii și psihologie organizațională. 

## Implicare în organizații științifice
În România, Dragoș Iliescu a fost implicat în mai multe organizații științifice și profesionale și a avut funcții de conducere în două dintre ele. Dragoș Iliescu este co-fondator al Asociației Române de Psihologie Industrială și Organizațională (APIO).  A îndeplinit două mandate ca membru al consiliului, din 2002 până în 2010 și din nou din 2013 până în 2020, și un mandat ca președinte al asociației, din 2010 până în 2013. De asemenea, este Secretar General al Asociației Române de Psihologie (APR), din 2017.
Pe plan internațional, Dragoș Iliescu a deținut funcții de conducere în mai multe organizații științifice și profesionale.
A fost membru al International Test Commission⁠(d) (TIC) între 2008 și 2018, fiind membru al consiliului, secretar general și președinte.  Funcția de președinte este cea mai înaltă deținută de un român într-o asociație internațională profesională.  În 2018, contribuțiile sale la Comisia Internațională de Testare au fost apreciate, astfel fiind numit „Fellow of the ITC”. 
Din mai 2019, Iliescu este trezorierul Asociației Europene pentru Psihologia Muncii și Organizațională. 
De asemenea, este președintele Diviziei 2 (Evaluare și Evaluare Psihologică) a Asociației Internaționale de Psihologie Aplicată (IAAP), din 2022 (fiind președinte ales din 2018).
Este secretarul general al ENOP (Rețeaua europeană pentru psihologie organizațională)  din 2023.
A ocupat timp de 4 ani ca redactor-șef al European Journal of Psychological Assessment (2021-2024). Acum este redactor-șef al publicației Intelligence (co-editor cu prof. Samuel Greiff).

## Antreprenoriat
Dragoș Iliescu a fondat și gestionat afaceri care se concentrează pe aplicații ale psihologiei în diferite contexte. În 1999, a fondat D&D research, o companie de cercetare de piață/psihologie a consumatorilor.  În 2003, a fondat Testcentral România, care este acum principalul editor de teste psihologice din România.  În 2012, a fondat 42 Organizational Assessment, o companie de evaluare a talentelor, care este distribuitor SHL pentru România, Bulgaria, Serbia și Cehia.  În 2016, a fondat Brio România, principala platformă de testare educațională standardizată în România. 

## Cercetare
Cercetările lui Dragoș Iliescu abordează mai multe teme. El este constant în studiul diferențelor individuale (abilități cognitive și personalitate), fie abordate din perspectivă de evaluare, fie din perspectivă aplicată.
A avut contribuții deosebite în domeniul testării și evaluării. În 2015, a fost unul dintre editorii renumitului ITC International Handbook of Testing and Assessment, care a fost publicat de Oxford University Press, o publicație care a primit premiul Gielen Book Award al Diviziei 52 al Asociației Americane de Psihologie (APA). 
În 2017, Iliescu a fost autorul cărții Adapting Tests in Linguistic and Cultural Situations, care a fost publicată de Cambridge University Press . Volumul oferă o abordare treptată a adaptării interculturale a testelor psihologice si educationale și descrie argumente pentru care adaptarea testelor standardizate la diferite culturi este deosebit de importantă
El a fost șeful grupului de lucru ITC care a dezvoltat și publicat în 2023 The Test Adaptation Reporting Standards (TARES) . 
În 2024 a publicat, la editura Humanitas, cartea Testarea standardizată în educație.